# Свердловини ліквідовані
Свердловини ліквідовані (рос. скважины ликвидированные; англ. abandoned wells; нім. liquidierte Sonden f pl) — всі експлуатовані раніше і ліквідовані з початку розробки родовища свердловини, ліквідація яких оформлена у відповідності з чинним положенням. До ліквідованих після буріння належать усі експлуатаційні і розвідувальні свердловини, які виявилися непридатними для промислового використання і ліквідовані відповідно до встановленого порядку буровим підприємством або нафтогазовидобувним підприємством з початку розвідки родовища незалежно від причини ліквідації.